# Isabel Marjoribanks
Isabel Mary Marjoribanks, marchesa di Aberdeen e Temair (14 marzo 1857 – 18 aprile 1939), è stata una nobildonna britannica.

## Biografia
Era la terzogenita di Dudley Marjoribanks, I barone Tweedmouth, e di sua moglie, Isabella Weir-Hogg, figlia di Sir James Hogg Weir.
Lady Aberdeen è stata presidentessa del Consiglio internazionale delle donne (1893-1936) e del Consiglio nazionale delle donne del Canada (1893-1899).
Quando il marito fu nominato Lord luogotenente d'Irlanda, istituì l'Associazione Nazionale per la salute della donna. Nel 1897, quando suo marito divenne Governatore Generale del Canada, fondò la Victorian Order of Nurses e ne divenne la prima presidentessa dell'organizzazione.
Nel 1894, ha ricevuto il Freedom of Limerick e ricevette la medaglia dell'Ordine dell'Impero Britannico nel 1931.

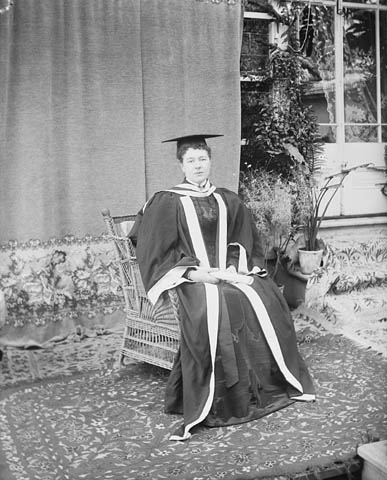
Lady Aberdeen, di William James Topley, 1897.

## Matrimonio
Sposò, il 7 novembre 1877, John Hamilton Gordon, I marchese di Aberdeen e Temair. Ebbero cinque figli:
- George Hamilton Gordon, II marchese di Aberdeen e Temair (1879-1965);
- Adeline Marjorie (1880-1970), sposò John Sinclair, I barone Pentland, ebbero due figli;
- Dorothea (marzo-novembre 1882)
- Dudley Hamilton Gordon, III marchese di Aberdeen e Temair (1883-1972);
- Ian Archibald (1884-1909).

## Morte
Morì il 18 aprile 1939, all'età di 82 anni.